# 大郷駅
大郷駅（テヒャンえき、朝鮮語: 대향역）は、朝鮮民主主義人民共和国咸鏡北道鏡城郡にある駅で、大郷線に属する。 

## 隣の駅
大郷線
龍峴駅 - 大郷駅